# 近藤雅人
近藤 雅人（こんどう まさと）は、日本の漫画家。
高校時代に、三鷹市内の中学の同級生の菅野誠、細井雄二、田村仁、と同人グループ「ミュータントプロ」を結成し、同人誌『墨汁三滴』を作成。高校卒業後、斎藤ゆずるに師事）。

## 作品リスト
- アイアンキング（原作：佐々木守、「小学五年生」1972年12月号 - 1973年4月号連載）
- ゼロテスター地球を守れ！（原作：鈴木良武、「テレビランド」1973年12月号 - 1974年連載）